# シャムスッディーン・イルトゥトゥミシュ
シャムスッディーン・イルトゥトゥミシュ（ウルドゥー語: شمس الدین التتمش、Shams al-Dīn Iltutmish, ? - 1236年4月29日）は、北インドのイスラム王朝である奴隷王朝（インド・マムルーク朝）の第3代君主（在位：1211年 - 1236年）。北インドでトルコ人によるイスラム国家の支配を確立した人物として評価される。名はイレトゥミシュ（イルトゥミシュ、Iletmish）とも書かれるが、刻文と史書の記録にはイルトゥトゥミシュとイレトゥミシュの表記が混在しており、表記は一定していない。

## 生涯

### 即位以前
トルキスタンのテュルク系遊牧民であるイルバリー部族の首長の子として生まれる。兄弟間の確執によって奴隷としてブハラの市場で売却され、アッバース朝の貴族に買い取られて一時期をバグダードで過ごし、その後ゴール朝のマムルークであるクトゥブッディーン・アイバクに引き取られた。アイバクからは第一の側近として目をかけられ、要衝のバダーウーンとグワーリヤルをイクターとして与えられ、アイバク没時のイルトゥトゥミシュは総督の地位にあった。
1210年にアイバクが落馬事故によって崩御すると、後継者に指名されていたアイバクの子アーラム・シャーが跡を継いだ。悪政を布くアーラム・シャーに対してデリーの貴族はイルトゥトゥミシュを支持し、彼はデリーに進撃してきたアーラム・シャーを討って王位に就いた。

### 中央アジア諸国の拡大に対して
だが、アイバク派の貴族、アイバクの旧主であるシハーブッディーン・ムハンマド（ムハンマド・ゴーリー）派の貴族の中には、イルトゥトゥミシュの即位に抵抗する者も少なからず存在した。さらにアフガニスタンと北インドには、ムルターンを本拠としてシンド地方を支配するナースィルッディーン・カバーチャ、ガズナのタージ・ウッディーン・ユルドゥズら、かつてのアイバクの同僚であった将校たちが割拠しており、彼らはアイバク亡き後のデリーを窺っていた。また、ベンガル地方のイスラム政権、以前にアイバクが従属させたラージャスターンのラージプート国家はデリーから独立した状態にある危機的な状況にあった。即位直後のイルトゥトゥミシュはカバーチャとユルドゥズとの戦いを避け、デリー近辺の安定に取り掛かる。反対派の貴族をパンジャーブ地方のジュードで破って実力によって彼らを屈服させるとともに、彼らと連携したヒンドゥー教徒の反乱を鎮圧した。
12世紀末より中央アジア、イランで勢力を拡大していたホラズム・シャー朝が西北のユルドゥズ、カバーチャを脅かすと、イルトゥトゥミシュはホラズム・シャー朝の北インドへの侵入を阻止するためにシンドに兵を進める。ユルドゥズがホラズム・シャー朝にガズナを奪われてカバーチャの元に逃れると、1216年にイルトゥトゥミシュはタラーインで弱体化したユルドゥズを攻撃し、彼を捕殺した。しかし、ユルドゥズの死後はカバーチャからの圧力が増し、依然デリーは不安定な状態に置かれていた。
1220年代にホラズム・シャー朝はモンゴル帝国の侵入（チンギス・カンの西征）によって壊滅状態に陥り（en:Mongol invasion of Khwarezmia and Eastern Iran）、1222年にホラズム・シャー朝のスルタン・ジャラールッディーン・メングベルディーがデリーの宮廷に亡命を打診する事件が起きる。ジャラールッディーンを保護することでデリーがモンゴル帝国の標的となる可能性、ジャラールッディーンの軍事能力を警戒したイルトゥトゥミシュは、亡命を丁重に断った上でムルターンへの移動を勧めた。シンドに移動したジャラールッディーンがカバーチャの領土と軍に損害を与えると、イルトゥトゥミシュはカバーチャを助けるために軍を動かした。一度はジャラールッディーンとの直接対決を避け、彼と和約を結んで娘を与えたが、最終的にはカバーチャら北インドの諸勢力と同盟してジャラールッディーンらホラズム・シャー朝の軍をインドから放逐する。
1228年にでホラズム・シャー朝の侵入によって弱体化したカバーチャをインダス河畔で破り、国境をインダス川沿岸部に伸張した。同時期のモンゴル帝国はインドを攻撃の対象とはせずにイラク、キプチャク草原方面に軍を送っており、イルトゥトゥミシュはモンゴルの侵入に備えて北方の防備を整えた。

### 東西の失地の回復

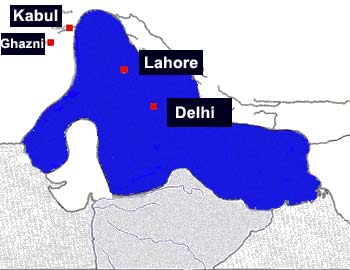
イルトゥトゥミシュ治下の奴隷王朝の支配領域

イルトゥトゥミシュが西北部の安定に忙殺されている間に、ベンガルとビハールではギヤースッディーン・イワズ・キルジーという人物が勢力を築いており、彼はベンガルとビハールの小国から貢租を取り立てていた。1225年にイルトゥトゥミシュはベンガルに親征し、一時はイワズを従属させるが、イルトゥトゥミシュが帰国した後にイワズは再び独立する。1226年にアワドの長官を務めていたイルトゥトゥミシュの長子ナースィルッディーン・マフムードがベンガルに派遣され、マフムードはイワズを破り捕殺した。イワズの死後にベンガル、ビハールはデリーの宗主権下に入るが依然として不安定な状況にあり、1230年にイルトゥトゥミシュによる第二次ベンガル親征が行われた。
そして、ラージプート国家に対しても再び宗主権を認めさせるべく軍を進めた。1226年にはチャウハーン朝の王族がランタンボールとジャーロールに建てた後継国家に勝利し、1233年にはマールワーを支配するパラマーラ朝の都市ウッジャインとヴィディシャーを制圧する。メーワールのグヒラ朝にも圧力を加え、王都ナーグダーを占領した。しかし、グジャラートを支配するヴァーゲーラー朝（12世紀末に滅亡した後期チャールキヤ朝の後継国家の一つ）の援軍にメーワール征服を阻まれ、報復としてヴァーゲーラー朝を攻撃するが、逆に撃退された。

### スルタンの称号、後継者問題

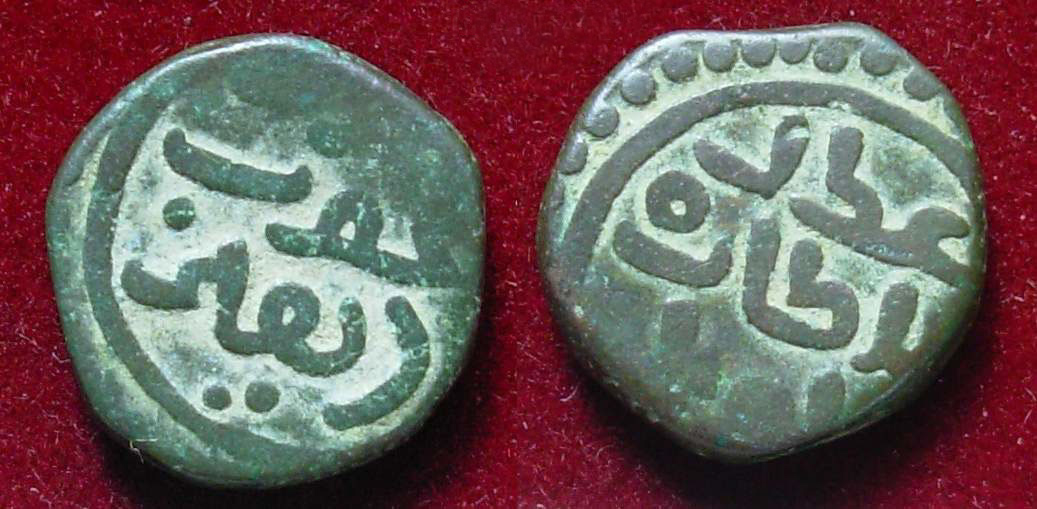
イルトゥトゥミシュの治世に発行された貨幣

イルトゥトゥミシュは1220年代よりアッバース朝と通好しており、1229年2月にデリーを訪れたバグダードからの使節団より、スルタンの称号と支配権を承認された。1232年頃にデリーで発行された硬貨には、アッバース朝のカリフ・アル・ムスタンスィルがスルタンの地位を認めた事を記念した言葉が刻まれた。以後デリー・スルタン朝で発行された価値の高い硬貨には、カリフの権威を認める文言が刻まれることになる。
1229年に後継者と目されていた長子のマフムードが早世し、イルトゥトゥミシュは王位の継承にあたって息子たちの中に後継者にふさわしい人物を見いだせずにいた。彼は娘のラズィーヤを後継者とすることを腹心の貴族と神学者に諮り、貴族から一応の賛同を得て同年にラズィーヤを後継者に指名した。
1236年4月29日にイルトゥトゥミシュはデリーの宮殿で崩御するが、彼が生前に遺した指名は実行に移されなかった。廷臣と正妃シャー・トゥルカーンは、ラズィーヤではなくルクン・ウッディーン・フィールーズをスルタンに擁立したのである。ラズィーヤがスルターンに即位したのは、ルクン・ウッディーンの短い治世の後のことである。

## 政策

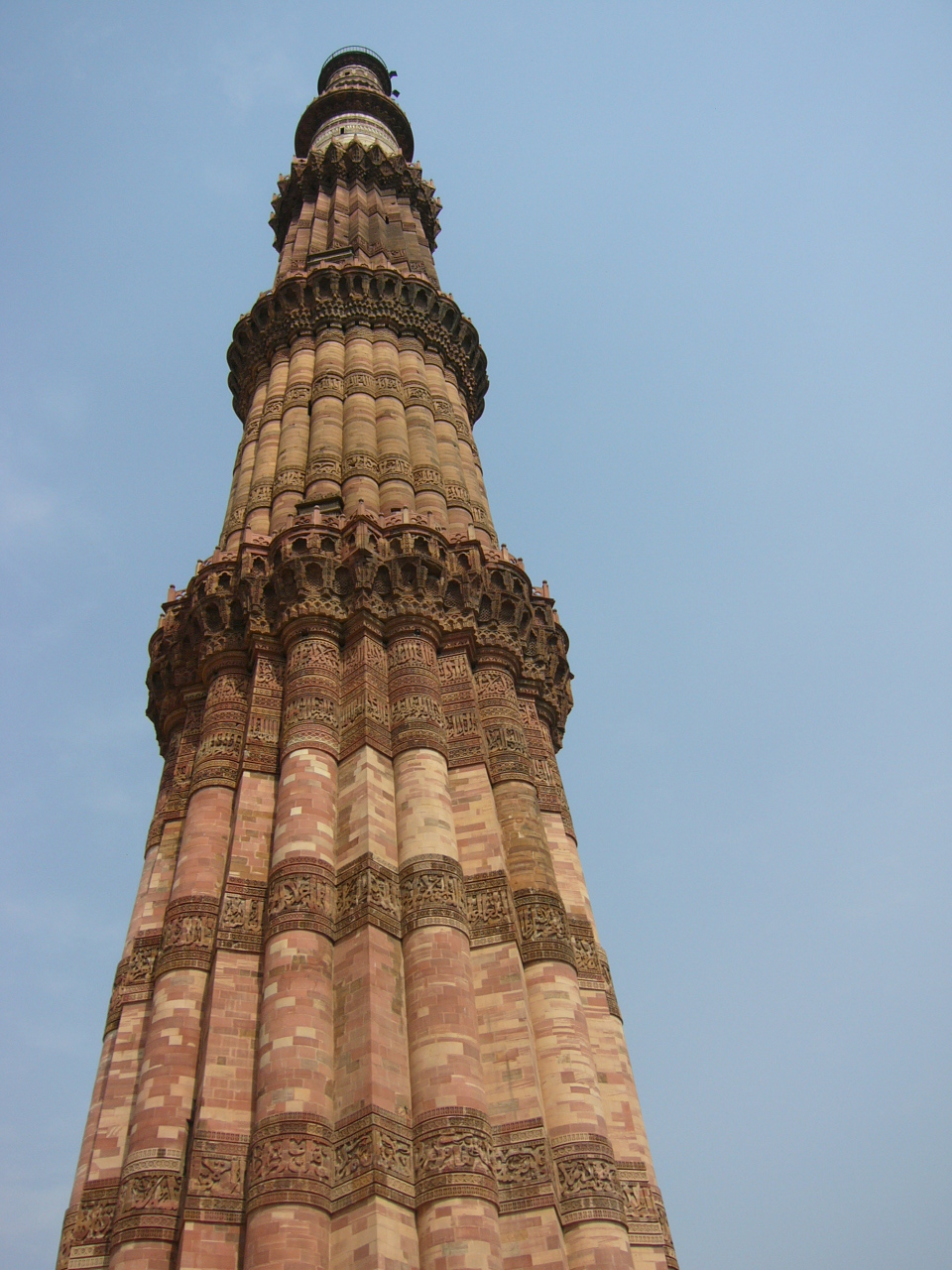
クトゥブ・ミナール

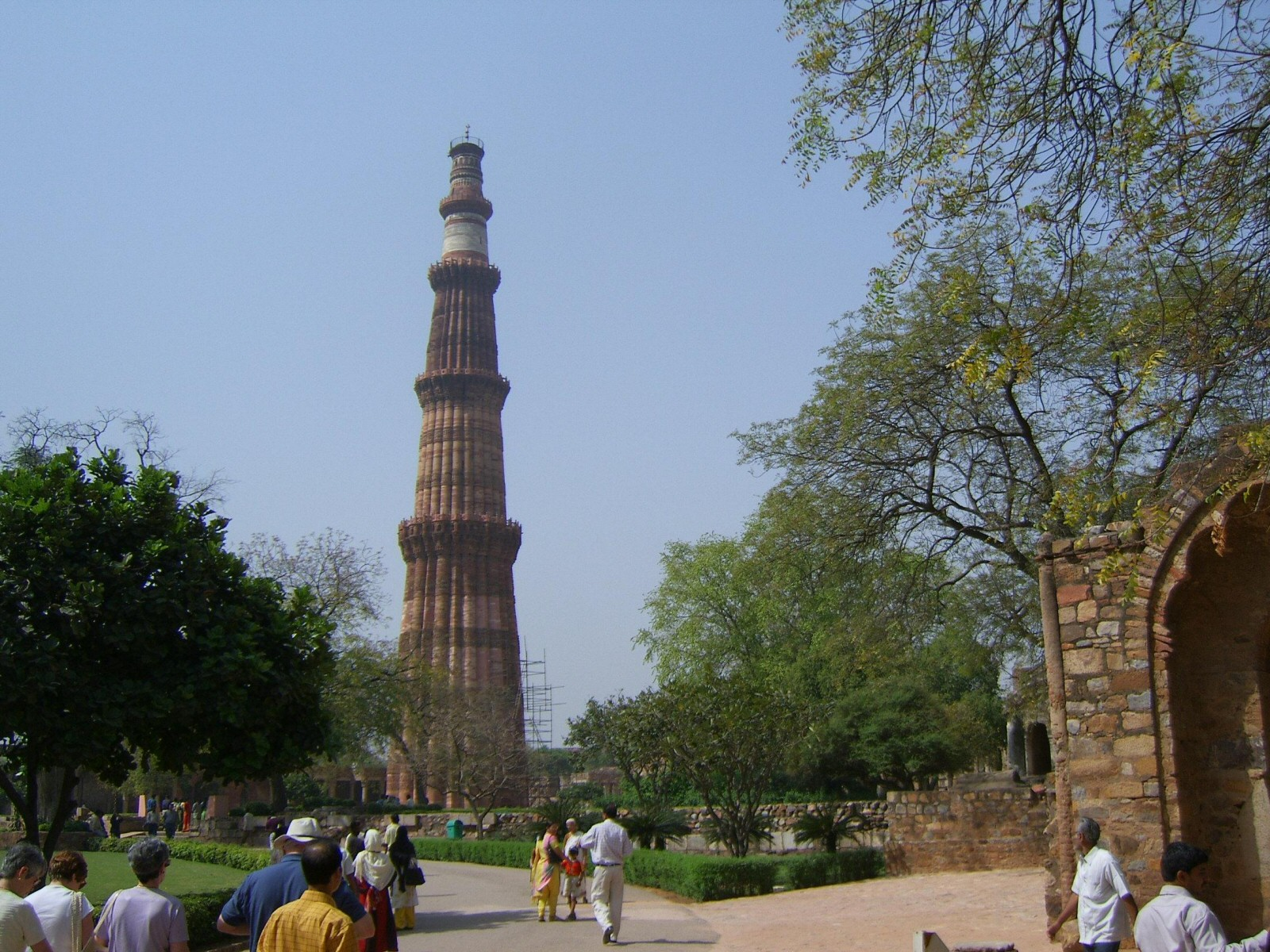
クトゥブ・ミナール（遠景）

### 成功の要因
イルトゥトゥミシュは領地の拡大と失地の回復においておおむね成功を収めた。彼の成功については、ホラズム・シャー朝とモンゴル帝国の侵入によって北部の強敵であるカバーチャらが弱体化するという、偶然性の強い対外要因があったと推察されている。しかし一方で、富の蓄積によって軍事力を強化したことと、モンゴル帝国の拡大に伴って中央アジアと西アジアから北インドに流入した人材を活用したことも成功の要因として研究者に指摘されている。

### 40人のトルコ人奴隷
イルトゥトゥミシュ即位当時の王権は絶対的なものではなく、王権をより強化するために様々な方策を採った。自身を擁立した同輩の貴族の力を抑えるとともに、君主に忠実な貴族の形成を図った。特に信頼を置いた40人のトルコ人奴隷を高位に就け、彼らはその人数より「チャハルガーニー（40人）」と呼ばれた。イルトゥトゥミシュの没後、チャハルガーニーは王を傀儡にすることを図って君主との政争を引き起こし、チャハルガーニー内部でも権力を巡っての抗争が勃発する。

### 統治の公正性
イルトゥトゥミシュはイスラム教国の君主ではあったが、神学者（ウラマー）の過度の国政への介入は許さなかった。領内のヒンドゥー教徒には改宗か死罪いずれかの処分を下すべきだというウラマーに対して、領内のムスリムの数はヒンドゥー教徒に比べて少なく、その意見は現実的でもなければ賢明でもないと、臣下の口を借りて却下した。
トゥグルク朝に仕官した旅行家のイブン・バットゥータは、『大旅行記』においてイルトゥトゥミシュの公平性を称賛し、彼の逸話を伝えている。当時のインドの人間は白色の衣服を着用していたが、彼は法令によって全ての犯罪者に色付きの衣服を着用するように命じた。そしてイルトゥトゥミシュは色付きの衣服を来た人間を見かけた時に、彼らが不当な裁定を受けていないかを調べ、改めて正当な判決が下されるように取り計らったという。また、夜間に起きた犯罪行為についても、彼はただちに再審を行って裁定が妥当なものであるかを判断した。

### 建築事業
アイバクの治世に建設が開始されたミナレット・クトゥブ・ミナールは、イルトゥトゥミシュの時代になって完成した。70メートル超の高さに加えて、主塔に結合したまま突き出たバルコニーや壁面の装飾などに用いられた技術より、13世紀にトルコ人が建てた建造物の中で最も壮大な建物と評されている。彼の廟はクトゥブ・ミナールの側に建てられており、現存するデリー・スルタン朝の支配者の墓としては最古のものとして知られている。

## 家族

### 妃
- シャー・トゥルカーン
- クトゥブッディーン・アイバクの娘

## 子女
- ナースィルッディーン・マフムード：ベンガル総督。1229年没[22]。
- ルクン・ウッディーン・フィールーズ
- ジャラーラト・ウッディーン・ラズィーヤ
- ムイズッディーン・バフラーム
- ナースィルッディーン・マフムード・シャー
- クトゥブッディーン
- ジャラールッディーン・マスウード
- 娘：ジャラールッディーンの妻